# Artes visuais em Israel
Artes visuais em Israel ou arte israelense refere-se à arte plástica criada primeiramente na região da Palestina, desde a parte final do século XIX até 1948, e subsequentemente em Israel e nos territórios palestinos ocupados por artistas israelenses. A arte visual em Israel abrange um amplo espectro de técnicas, estilos e temas, refletindo um diálogo com a arte judaica ao longo dos tempos e tentativas de formular uma identidade nacional.

## Esboço
No século XIX na Palestina, a arte decorativa era dominante e estava em grande parte restrita a temas religiosos e relacionados à Terra Santa, atendendo às necessidades de visitantes e locais. A pintura geralmente permanecia dentro dos limites do Orientalismo, e a fotografia inicial tendia a imitá-la.
Nas décadas de 1920 e 1930, muitos pintores judeus fugindo de pogroms na Europa se estabeleceram em Tel Aviv.
Em 1925, Yitzhak Frenkel, também conhecido como Alexandre Frenel, considerado o pai da arte moderna israelense, trouxe para a Palestina moderna a influência da École de Paris; ensinando e orientando muitos dos grandes artistas emergentes do estado nascente. Além disso, ele, juntamente com outros artistas, liderou o movimento de artistas israelenses para o Bairro dos Artistas de Tzfat, levando a uma era dourada da arte na cidade durante as décadas de 1950, 1960 e 1970.
Diferentes movimentos artísticos surgiram em Israel, incluindo os movimentos Cananeu e Novos Horizontes.